# Amblyopie
 Mise en garde médicale
L’amblyopie se caractérise par une acuité visuelle basse et non améliorable optiquement. 
Ce trouble semble affecter 2 à 5 % de la population.
Concernant sa forme la plus connue, l'amblyopie fonctionnelle, il s'agit d'un trouble cortical : la partie du cerveau traitant l'information venant d'un œil ne fonctionne pas de manière optimale. 
Repérer l'amblyopie au plus tôt chez les enfants permet un traitement plus efficace.

## Étymologie
Ce mot vient du grec ancien ἀμϐλύς / amblús (« obtus ») et ὄψις / ópsis (« vue »), « œil obtus » (Plenk, 1788).

## Définition et prévalence
L'amblyopie est définie comme une acuité oculaire inférieure à 10/10 sur le tableau de Snellen,, après correction optique parfaite. Entre 2 % et 5 % de la population souffre de ce trouble. Au Royaume-Uni, 90 % des rendez-vous de santé visuelle chez l'enfant ont pour cause l'amblyopie.

## Les différents types d’amblyopie
Ce qu'on appelle couramment amblyopie recouvre principalement l'amblyopie fonctionnelle, qui est liée à un trouble d’apprentissage de la fonction binoculaire : strabisme, anisométropie, amétropie, privation visuelle.
Plus rarement, l'amblyopie peut signifier :
- une amblyopie organique, une différence inter-oculaire de deux lignes ou plus, liée à une lésion organique curable ou non (défaut de transparence tels que : cataracte congénitale unilatérale, anomalie cornéenne, ptosis par exemple). Ce type n'est pas censé être réversible, alors qu'il existe un traitement de l'amblyopie fonctionnelle, sous certaines conditions ;
- une amblyopie mixte (organique et fonctionnelle) ;
- une amblyopie binoculaire, c'est-à-dire une baisse d'acuité aux deux yeux après correction optique maximale, sans cause organique apparente.

## Types fonctionnels d’amblyopie
On distingue deux types d’amblyopie fonctionnelle :
- l’amblyopie de distorsion spatiale ; elle a lieu lorsque les yeux présentent des réfractions différentes (l’anisométropie) ou des réfractions axiales différents (amblyopie méridionale) ou lorsqu'une privation visuelle monoculaire a eu lieu sur un temps prolongé (Cataracte (maladie), ptosis). Elle peut "guérir" par le port de la correction optique totale ;
- l’amblyopie de suppression corticale ; lorsque les yeux sont mal alignés (strabisme), il est possible que le cortex correspondant à un œil supprime celui de l'autre œil, afin d'éviter la double-vision (diplopie).

L’association des deux est toujours possible (amblyopie mixte).

## Âge de découverte (âge de diagnostic)
Le diagnostic d’amblyopie est possible dès la naissance dans les amblyopies organiques sévères. Il nécessite une recherche systématique par un examen ophtalmologique soigneux dans diverses situations où elle peut être suspectée : notamment dans les cas de strabisme à partir de l'âge de 3-4 mois. Cet examen comporte une étude des mouvements oculaires et du comportement de l'enfant lors de divers tests : occlusion alternée, méthode du regard préférentiel, mesure de la réfraction et examen du fond d'œil qui permettent d’en faire le diagnostic et de préciser l’origine de l’amblyopie.

## Trou sténopéïque
Le trou sténopéïque (instrument) est d’une certaine aide. Si l’acuité visuelle reste constante, il s’agit d’une amblyopie fonctionnelle, si elle diminue on parle d’amblyopie organique. Par contre, si elle augmente, on est face à un problème réfractif. 
Cet examen est toujours utilisé,[réf. incomplète].

## Méthode du regard préférentiel
Cette méthode est utilisée en complément des tests de réfraction et d’examen du fond d’œil pour dépister l'amblyopie entre 4 mois et 1 an (âge pré-verbal et coopérant) : 
l'enfant, dans un environnement calme, sur les genoux de sa mère ou de son père, est placé devant un théâtre où apparaissent des cartons comportant d'un côté une mire faite d'un réseau plus ou moins structuré. L'enfant tourne son regard là où il voit ce réseau. L'examinateur observe ce comportement à travers un orifice du carton qu'il présente. 
Cette méthode basée sur les observations de Fantz en 1958 est remise en cause par des études de 1995.

## Traitement

### Chez l’enfant (avant 6 ans)
Le traitement doit, si possible, être débuté avant l’âge de 6 ans (bien que pouvant toujours être essayé jusqu'à l'âge de 10-12 ans). Plus il est débuté tôt, plus il est court et efficace. La surveillance d'éventuelles rechutes ou d'amblyopies « à bascule » (amblyopie de l'autre œil) devra être prolongée jusqu'à l'âge de 10-12 ans, âge où la maturation des voies visuelles est pratiquement celle de l'adulte. La surveillance est parfois prolongée au-delà de cet âge dans certains cas. 
Le traitement initial est basé sur :
- la correction optique totale déterminée après cycloplégie (élimination transitoire de toute possibilité d’accommodation par instillation d'un collyre) (le collyre d'examen provoque aussi la gêne d'une dilatation de la pupille, responsable d'un éblouissement, heureusement transitoire) ;
- l’occlusion du bon œil, pour une durée fonction de plusieurs paramètres : sévérité de l'amblyopie, de la cause, délai entre découverte et prise en charge, âge. La durée de ce traitement va de quelques jours à plusieurs mois, sous surveillance rapprochée (cette occlusion était dite « sauvage » car mal vécue au début par l'enfant qui a du mal à comprendre qu'on le prive de la seule vision du bon œil, qui lui suffit).

Par la suite, le traitement pourra, dans certains cas, être modifié et être basé sur :
- la pénalisation est une méthode efficace parfois délicate à mettre en œuvre (équipement correct par lunettes adaptées que l'enfant doit accepter et porter correctement) ;
- d’autres traitements peuvent être proposés : secteurs, filtres, occlusion alternée, pénalisation alternée, etc.

Des séances de rééducation active en orthoptie n’a pas d’efficacité prouvée[réf. nécessaire]. L'orthoptiste est en revanche le plus à même de s'assurer de la bonne conduite du traitement, de l'adhésion de tous les intervenants, avant tout des parents, au bien-fondé de celui-ci ainsi que d'adapter ce traitement en fonction de la récupération retrouvé chez l'enfant.
Ce traitement bien codifié, s’il est bien suivi et précoce, est très efficace : guérison de 80 à 90 % des amblyopies fonctionnelles[réf. nécessaire].

### Chez l’adulte
En dehors de la correction optique totale, il n’y a pas de traitement de l’amblyopie de l’adulte. Au contraire, l’amblyopie de l’adulte doit être respectée. Les traitements actifs (rééducation active, post-images, posturologie, etc.) sont déconseillés car inefficaces et dangereux (risque de vision double dans certains cas d'anisométropie associant myopie et hypermétropie)[réf. nécessaire]. 
- Quelques pistes de recherche se sont cependant ouvertes dans les années 2010, en utilisant l'apprentissage perceptif chez l'humain[15],[16], ou en stimulant la plasticité neuronale du cortex visuel chez l'animal, pour lui permettre de réapprendre à voir[17].

## Méthodes alternatives
De nombreuses méthodes alternatives peuvent être proposées dans le traitement de l'amblyopie : la méthode Régine Zékri-Hurstel et Laurence Puchelle, les post-images. Cependant, aucune publication parue dans des revues scientifiques ne valide ces méthodes.  L'acupuncture s'est ajoutée à cette liste et suscite une controverse,,.
Certains jeux vidéo sont conçus pour aider à la correction de l'amblyopie. Les jeux Dig Rush et Monster Burner utilisent un système de lunette stéréoscopique pour forcer le cerveau à utiliser ses deux yeux pour voir toute l'action. Ils ont été approuvés par la Food and Drug Administration en mars 2017 mais restent largement moins efficaces que les traitements actuellement utilisés.

## Personnalités concernées
- Brigitte Bardot